# 鬟刺属
鬣刺属（学名：Spinifex），又名濱刺草屬（ 中国科学院《中国植物志》编委会为鬟刺属），是禾本科下的一个属，为刚硬草本植物。该属共有约4种，分布于热带亚洲和大洋洲。

## 下属物种
- 老鼠艻 Spinifex littoreus (Burm. f. ) Merr. (ccc tqi 滨刺草)